# دیو آرمسترانگ (بازیکن فوتبال)
دیو آرمسترانگ (انگلیسی: Dave Armstrong؛ زادهٔ ۹ نوامبر ۱۹۴۲) بازیکن فوتبال اهل بریتانیا است.
از باشگاه‌هایی که در آن بازی کرده‌است می‌توان به باشگاه فوتبال ویمبلدون اشاره کرد.